# フルトレーラー

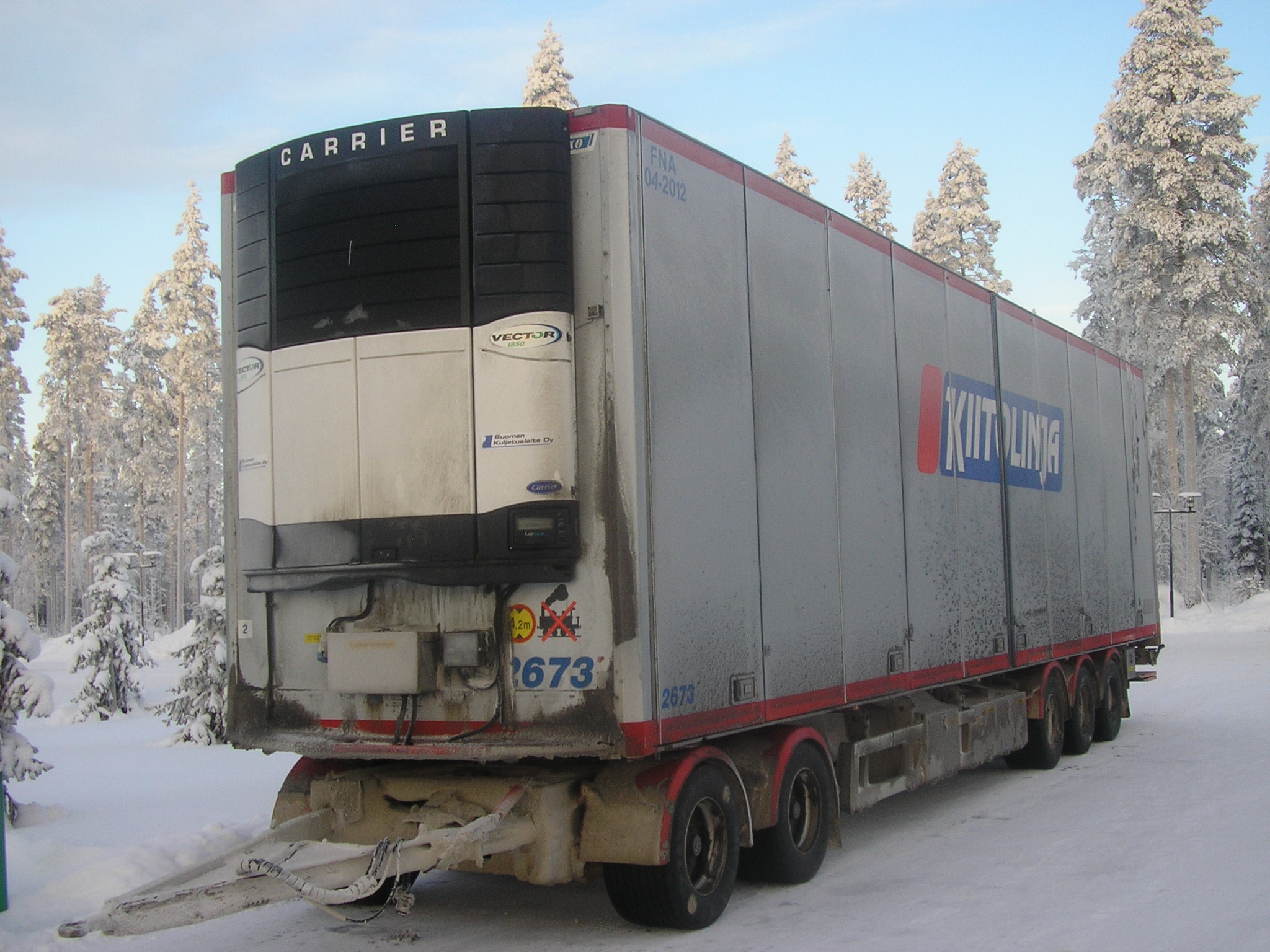
フルトレーラー

フルトレーラー（full trailer）は、被牽引自動車のうち、ほとんどのトレーラー荷重がトレーラー自身にかかる構造のものをいう。本項では、フルトレーラーを牽引するために必要な自動車「フルトラクター」についても記述する。
ドリー式またはセンターアクスル式の大型フルトレーラー（大型トラックのフットブレーキに連動して動作する空気ブレーキを備えたもの）と、センターアクスル式の軽量なフルトレーラー（乗用車などに連結するキャンピングトレーラーなど）に大別できる。後者についてはライトトレーラーと呼ばれることがある。

## 構造

### 牽引車（フルトラクター）

#### 大型フルトレーラー用
フルトラクターは荷台を備えるため、一見普通のトラックだが、フルエアブレーキになっていて後部にエアジャンパ栓と電気栓と、ピントルフック式またはベルマウス式の連結器を備えている。ドリー式では車体後面に、センターアクスル式では後車軸の直後にある。また、同クラスのトラックよりも高出力のエンジンと大容量のラジエーターを載せていることが特徴。ポールトラクターとの構造上の違いは、荷台上にターンテーブルが無いことである。

#### ライトトレーラー用
一般市販されている乗用車、ライトトラック、SUV等に、ヒッチメンバーやピントルフックなどの牽引装置と、灯火用の電気カプラーを増設して牽引車とする。牽引装置を装備しても、日常の使用は一般的な自動車と何ら変わりがない。特に欧米では頻繁に見かけられる。
日本においては、かつて牽引装置の取り付けとして構造変更が必要であったが、外圧による規制緩和によって構造変更が不要となった。
ヒッチメンバー等を取り付けた状態であっても、継続検査には差し支えはないが、ヒッチメンバーを牽引装置として使用する場合は被牽引車の自動車検査証に牽引車（親車）として記載するか、牽引可能な被牽引車（子車）の車両総重量の計算及び備考欄への記載が必要である。
ライトトレーラーに該当するセンターアクスル式フルトレーラーの場合、トレーラー荷重の一部が連結部分に掛かるため、トラクターの性能上はけん引可能なライトトレーラーであってもヒッチの強度不足等でけん引できない場合がある。

### 被牽引車（フルトレーラー）
車検証の車体の形状欄は、平ボデー車の場合は単に「フルトレーラ」、バン型の場合は「バンフルトレーラ」、冷凍車の場合は「冷凍冷蔵フルトレーラ」などと記載され、それぞれドリー付きの場合は「ドリー付〇〇トレーラ」と記載される。

#### ドリー式フルトレーラー

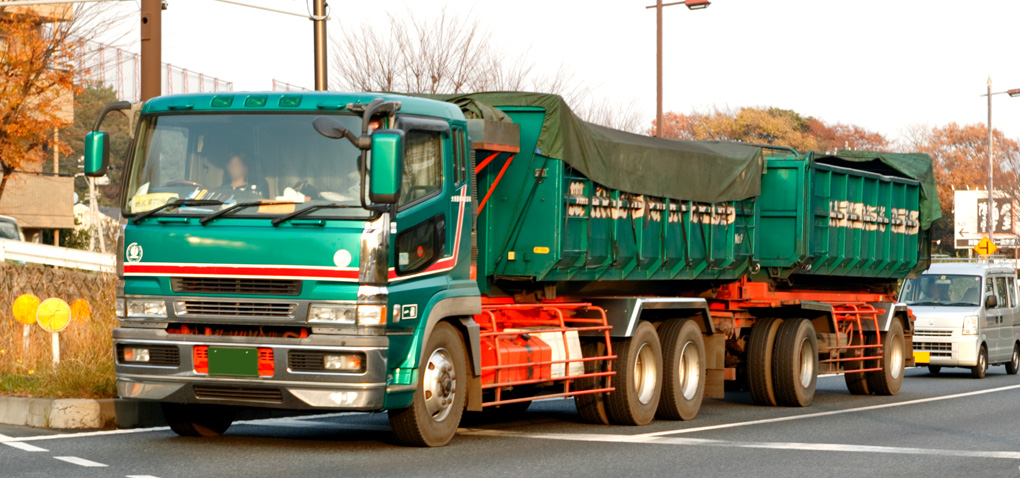
ドリー式フルトレーラー（2両目）の例
三菱ふそう・スーパーグレート

セミトラクターと同じカプラーの付いた前軸台車（ドリー）にセミトレーラーを連結するタイプ。始めからドリーが付いた状態で製造された一体式と、一般的なセミトレーラーそのものを連結するタイプ（ランディングギアが装備され、ドリーを外せばセミトラクターで牽引できる。）がある。後退（バック）は、牽引車と連結器間、ドリーとトレーラー間の2か所で屈曲するため極めて難しい。また、ジャックナイフ現象やスネーキング運動（蛇行動）なども発生しやすい。ただし、最近は後退時にドリーとセミトレーラーの連結部であるターンテーブルを専用のブレーキでロックしたり、リモコンでドリーの角度を操作できる電動タイプのものも登場している。ブレーキはエア式。

#### センターアクスル式フルトレーラー（大型）
長いドローバー（棒連結器）があり、トラクター後軸後部に連結する。荷台の中央付近に車軸が集められているのが特徴。ドリー式のような屈曲部分を持たないため、後退は、連結器が1か所のセミトレーラーとほぼ同じ要領でできる。比較的トレーラースイング現象が出やすいとされる。ブレーキはエア式。

#### センターアクスル式フルトレーラー（ライトトレーラー）
ドローバーがあり、荷台の中央付近に車軸が集められている点でセンターアクスル式に似ており、荷重の10～20%が親車（牽引車）にも加わる。しかしエアブレーキを装備していない車での牽引を前提に各部が設計されているため、エア式ではなく電気式や接近式、機械式の慣性ブレーキが使われ、トレーラーの総重量は3.5トン未満に制限されている。総重量750キログラム（kg）未満のものは慣性ブレーキの装着義務もなく、構造が単純であることから好事家によって自作されることもある。

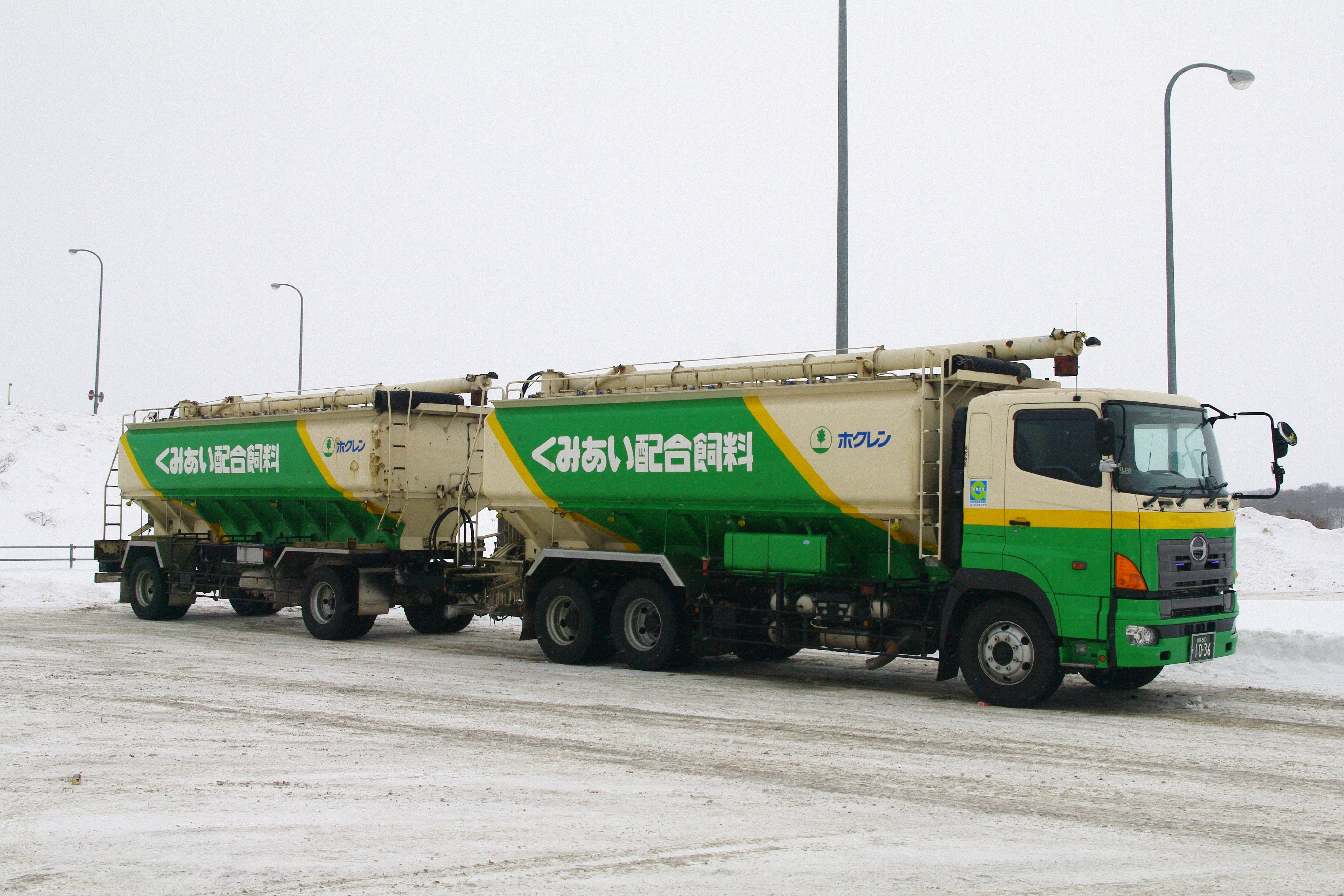
ドリー式フルトレーラー（飼料運搬車）
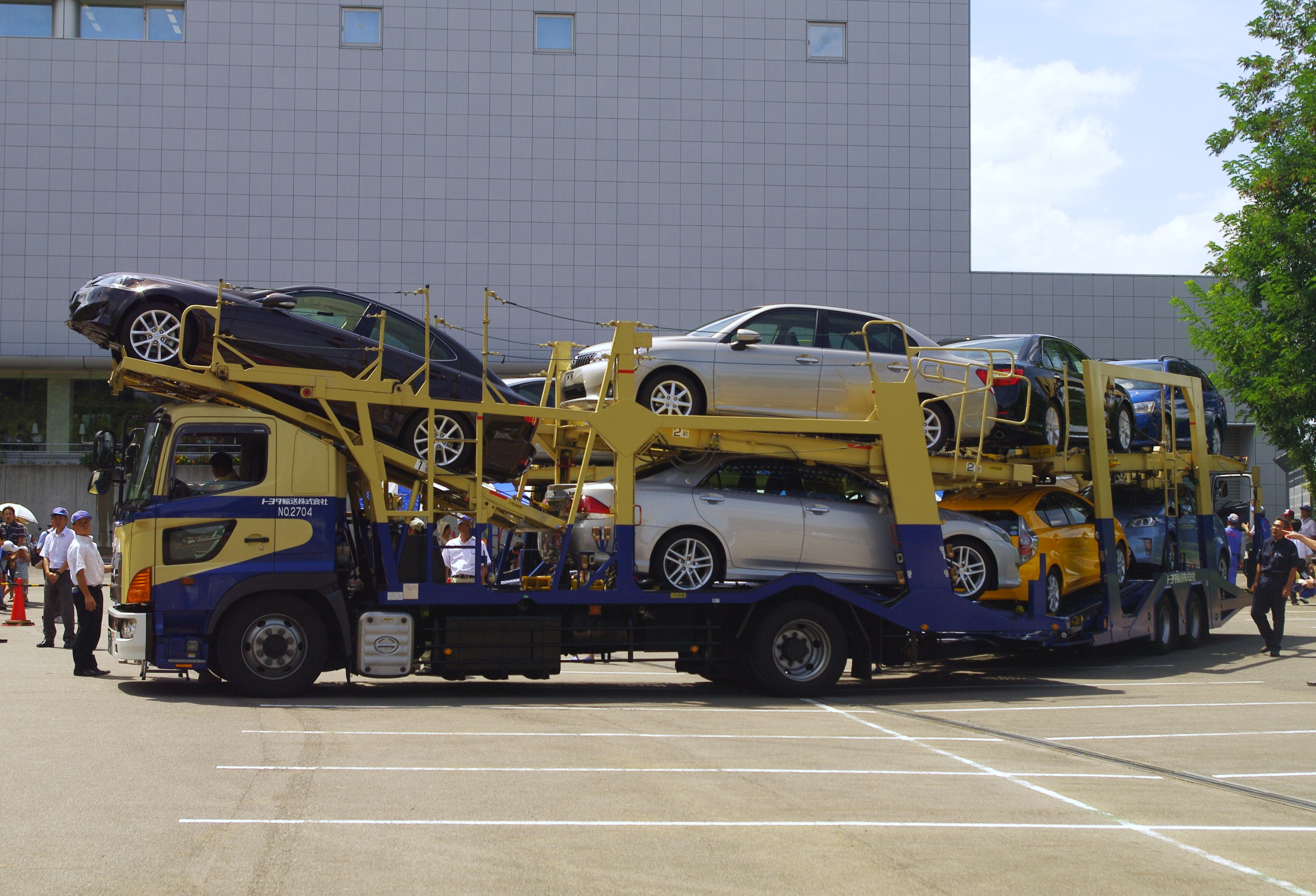
トヨタ輸送のセンターアクスル式フルトレーラー
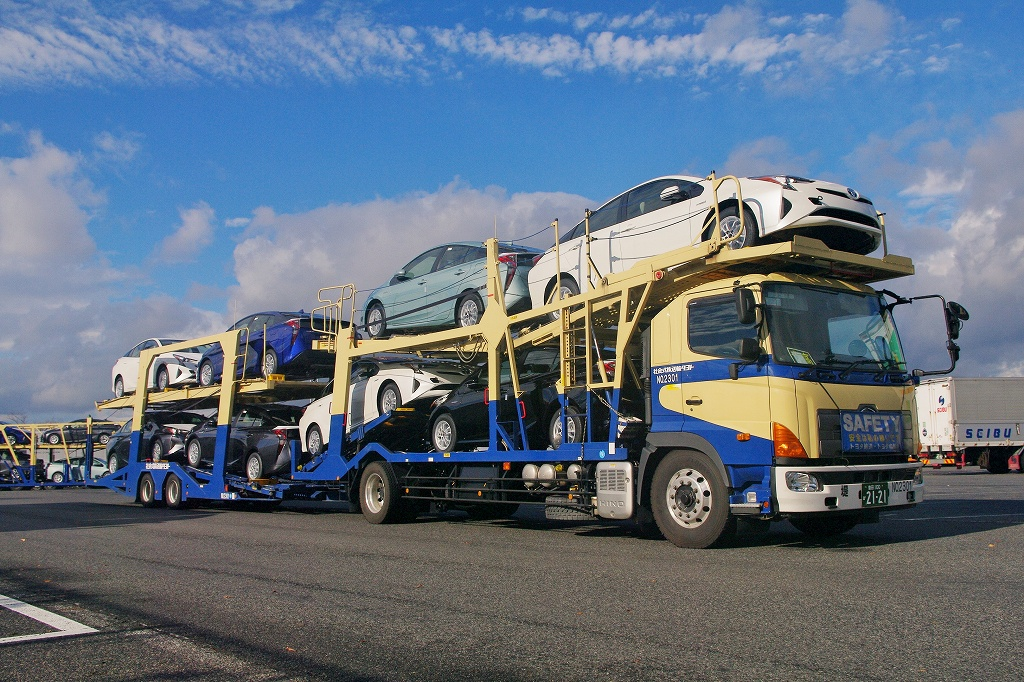
同左のセンターアクスル式フルトレーラー
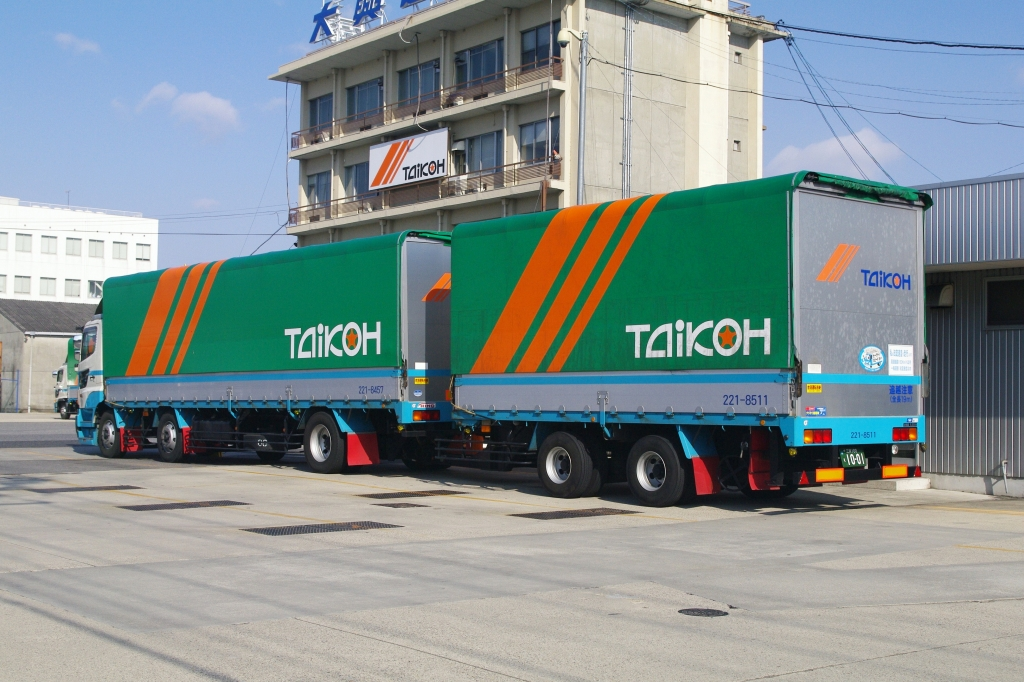
ウイングタイプのセンターアクスル式フルトレーラー
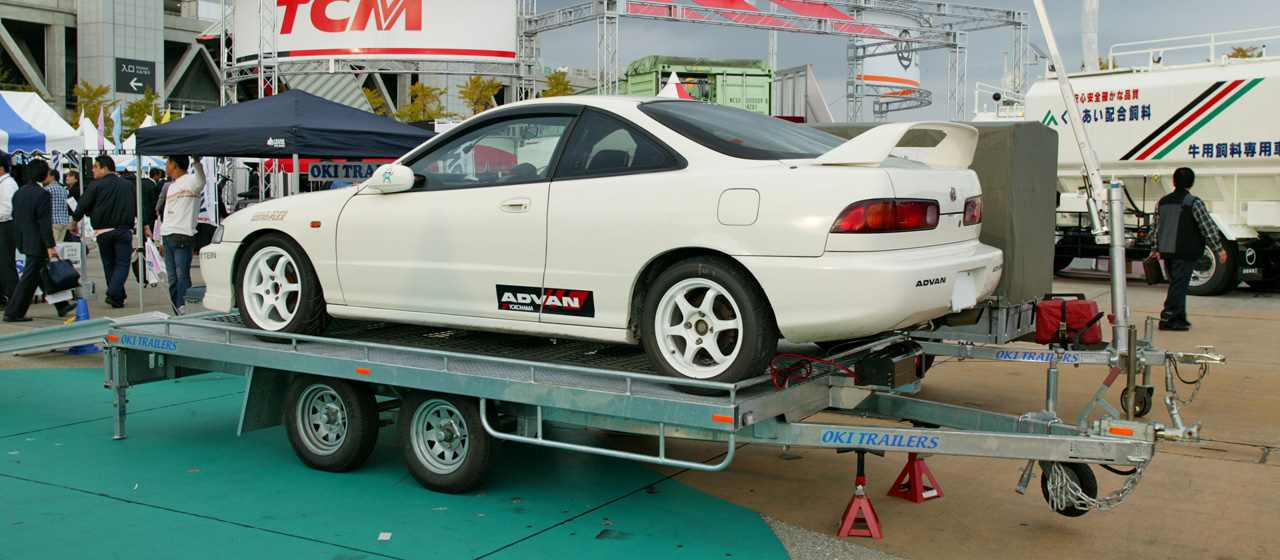
センターアクスル式フルトレーラー(ライトトレーラー)

## メリット
- セミトレーラーと違いトラクター側にも荷台が存在するうえ、全長規制が緩いため、一度に大量の貨物が積載できる。
- 内輪差は比較的少ない。
- 被牽引車を切り離せばトラクターはけん引免許のいらないトラックとして使うことも可能で、積荷の状況に合わせて効率よく運用できる。
- ライトトレーラーの場合、元来牽引を目的とされていない車輌でも、小改造で親車（牽引車）にできる。総重量750キログラム以下のトレーラーに限り、けん引免許が不要。
- 維持費（自動車税・自賠責保険）がトラックよりも安い。

## デメリット
- 一般的にトレーラーの中でも後退が難しい。特にドリー式は屈曲箇所が2つであるため、より難易度が高い。
- 長尺物の運搬向きではない。積載可能なものの長さは、フルトレーラー＜トラック＜セミトレーラー＜ポールトレーラーの順になっている。
- 全長が長く、フェリー料金は単車のトラックよりも高い。
- 軸数が多いため高速道路の通行料金が高い。
- 2000年（平成12年）11月までは牽引自動車、三輪自動車、軽自動車、二輪自動車、大型貨物自動車は高速道路などでの最高速度が時速80キロメートルに規制されていた。同年12月より軽自動車と二輪自動車は時速100キロメートルに引き上げられたが、トレーラーと大型貨物、三輪自動車においては規制が継続されている[注 4]。
- けん引免許が必要（車両総重量750kgを超える場合）。